# Rennes-i metró
A rennes-i metró (francia nyelven: Métro de Rennes) 2002. március 15-én indult a franciaországi Rennes városában. Jelenleg két vonalból áll, a hálózat teljes hossza 22,4 km, melyen összesen 28 állomás található. 2012-ben naponta átlagosan 135 000, 2016-ban pedig 34 300 000 millió utas vette igénybe a metrót.
Automata üzemű, gumikerekes metró, a VAL rendszer (francia nyelven: véhicule automatique léger) egyik alkalmazása. Sok másik franciaországi metróhoz hasonlóan el van látva peronon lévő üvegajtókkal is

## Vonalak
| Vonal   | Végállomás            | Végállomás        |
| ------- | --------------------- | ----------------- |
| A vonal | J. F. Kennedy         | La Poterie        |
| B vonal | Saint-Jacques - Gaité | Cesson - Viasilva |

## Forgalom
Az utasforgalom az elmúlt években az alábbi módon változott:
| 2016 | 34 300 000 |
| 2018 | 35 200 000 |

## Képek

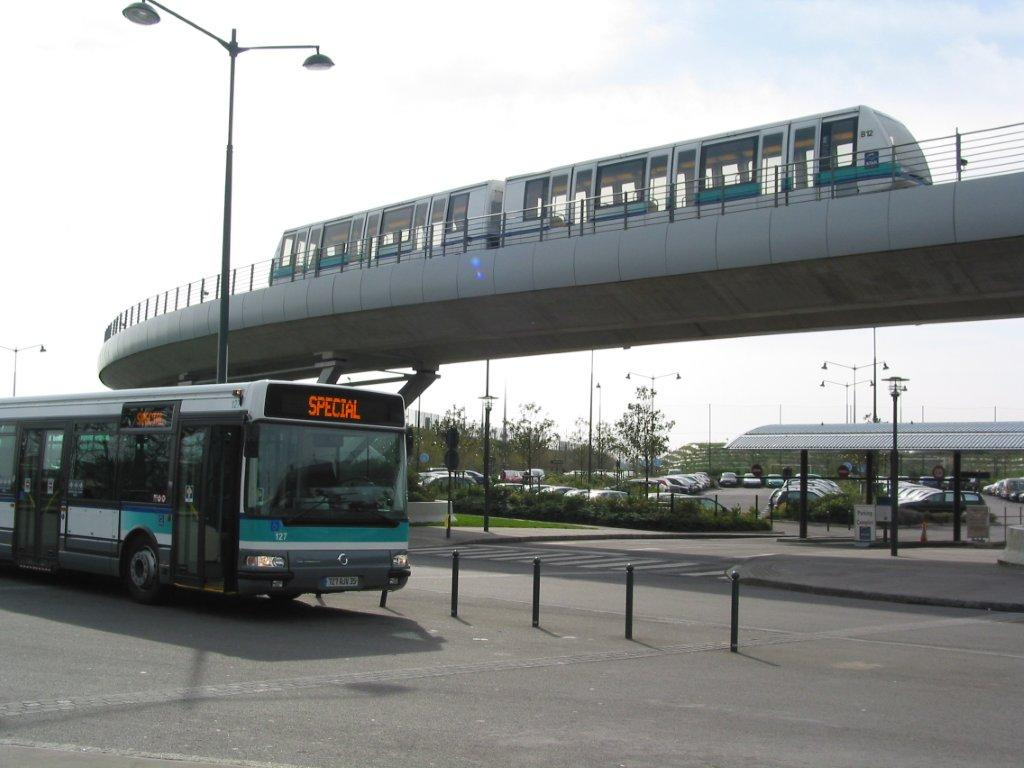
egy megemelt állomás
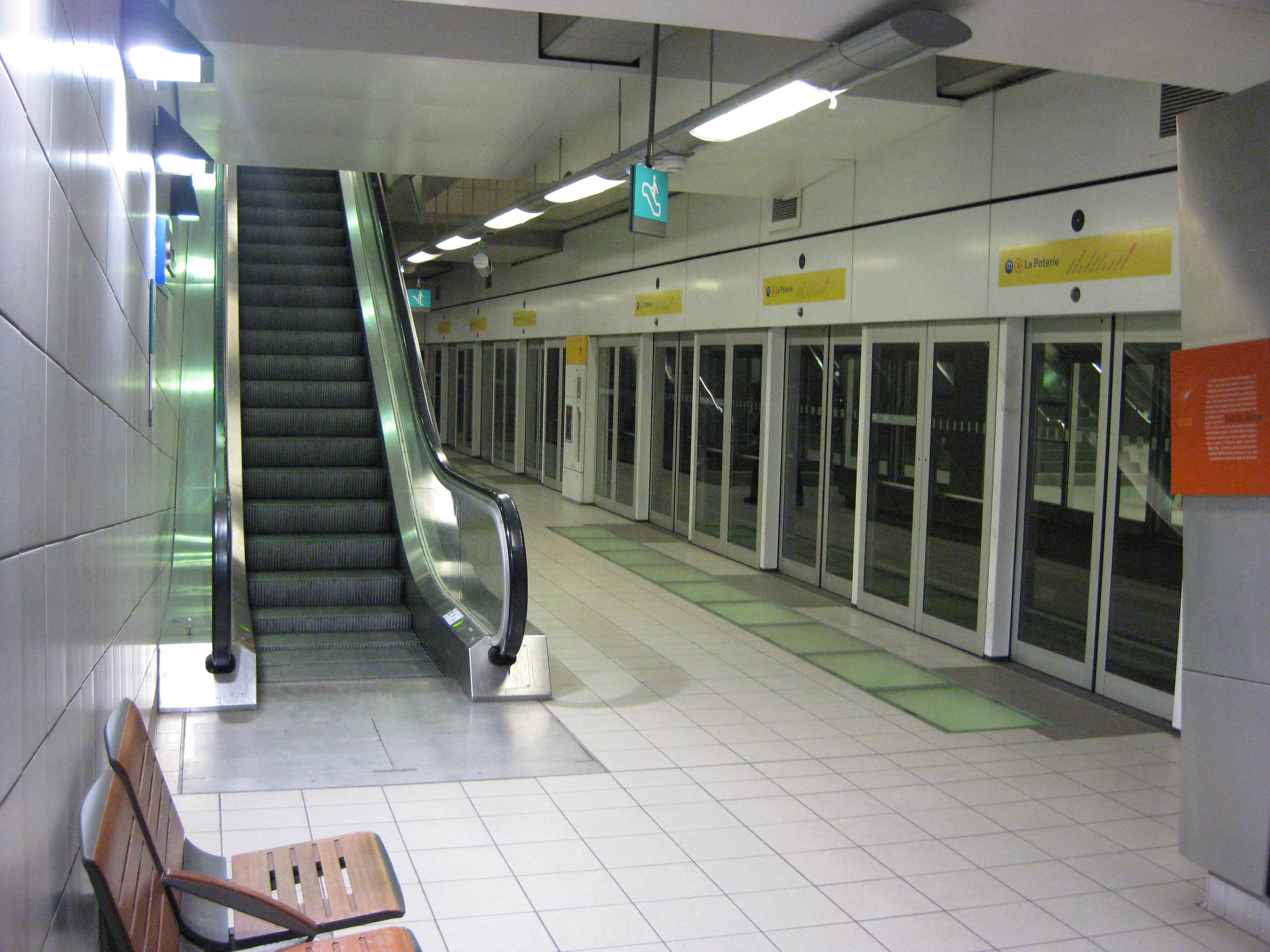
Sainte-Anne Quais föld alatti állomás
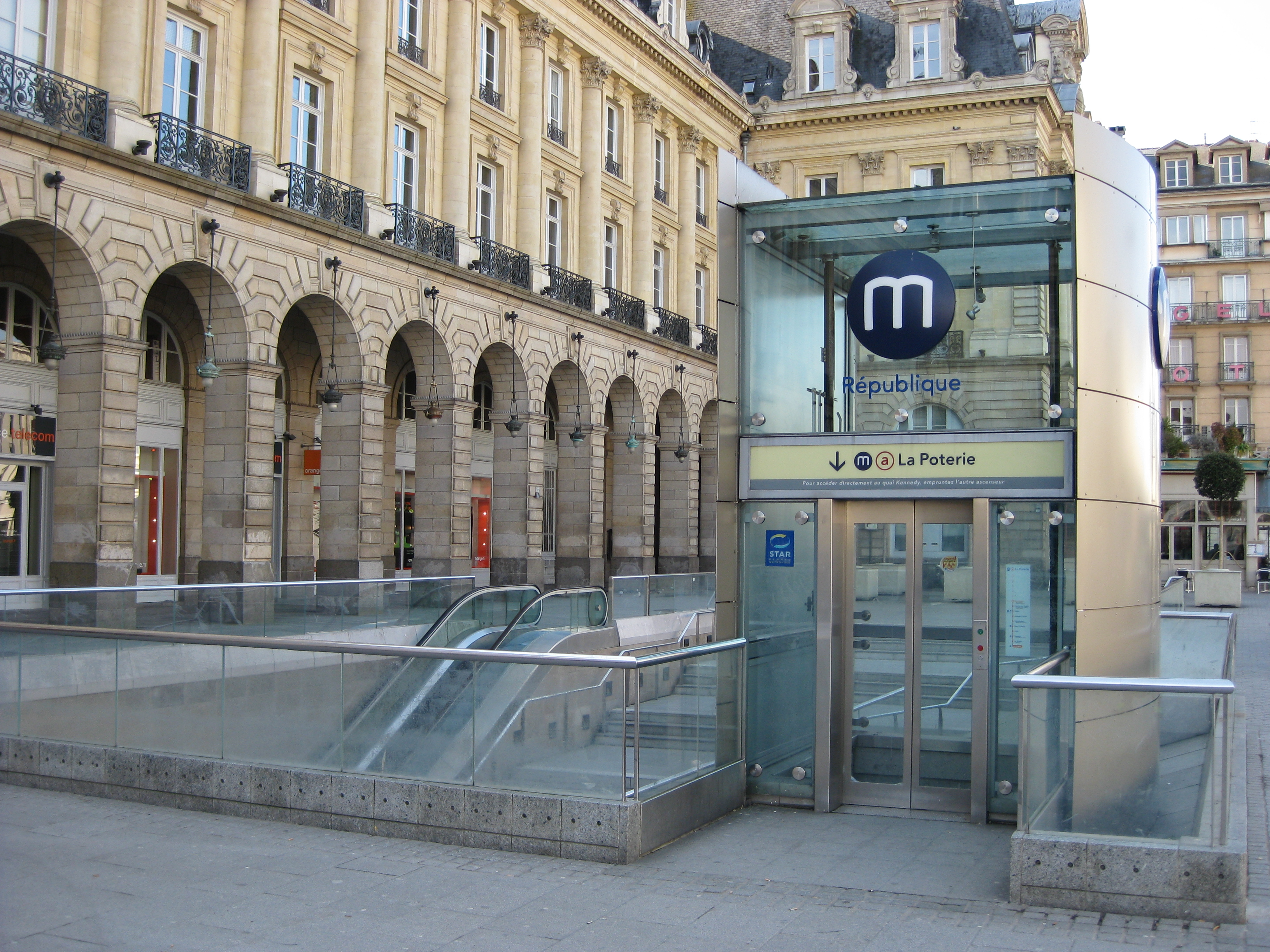
République állomás
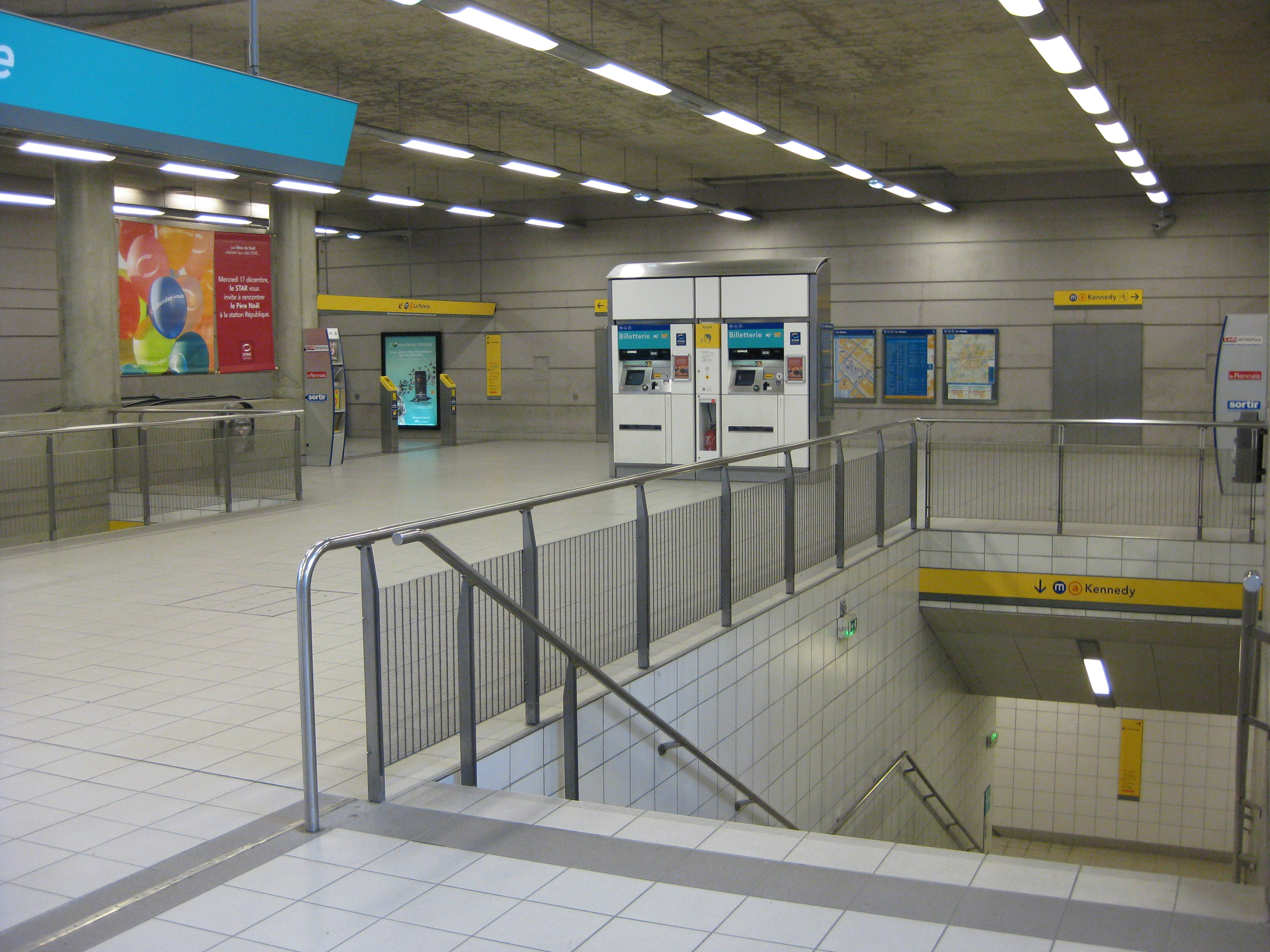
République állomás
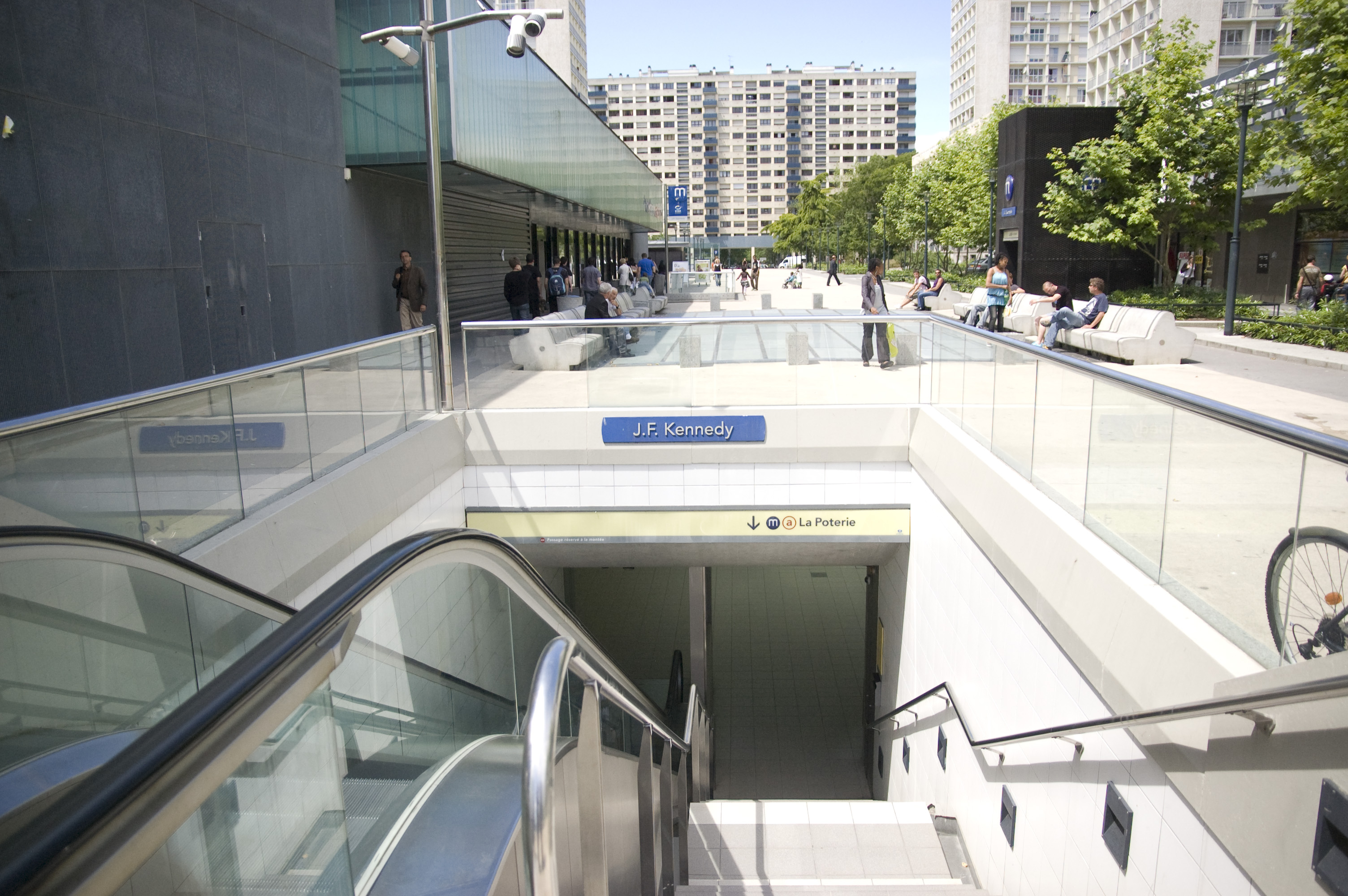
Kennedy állomás
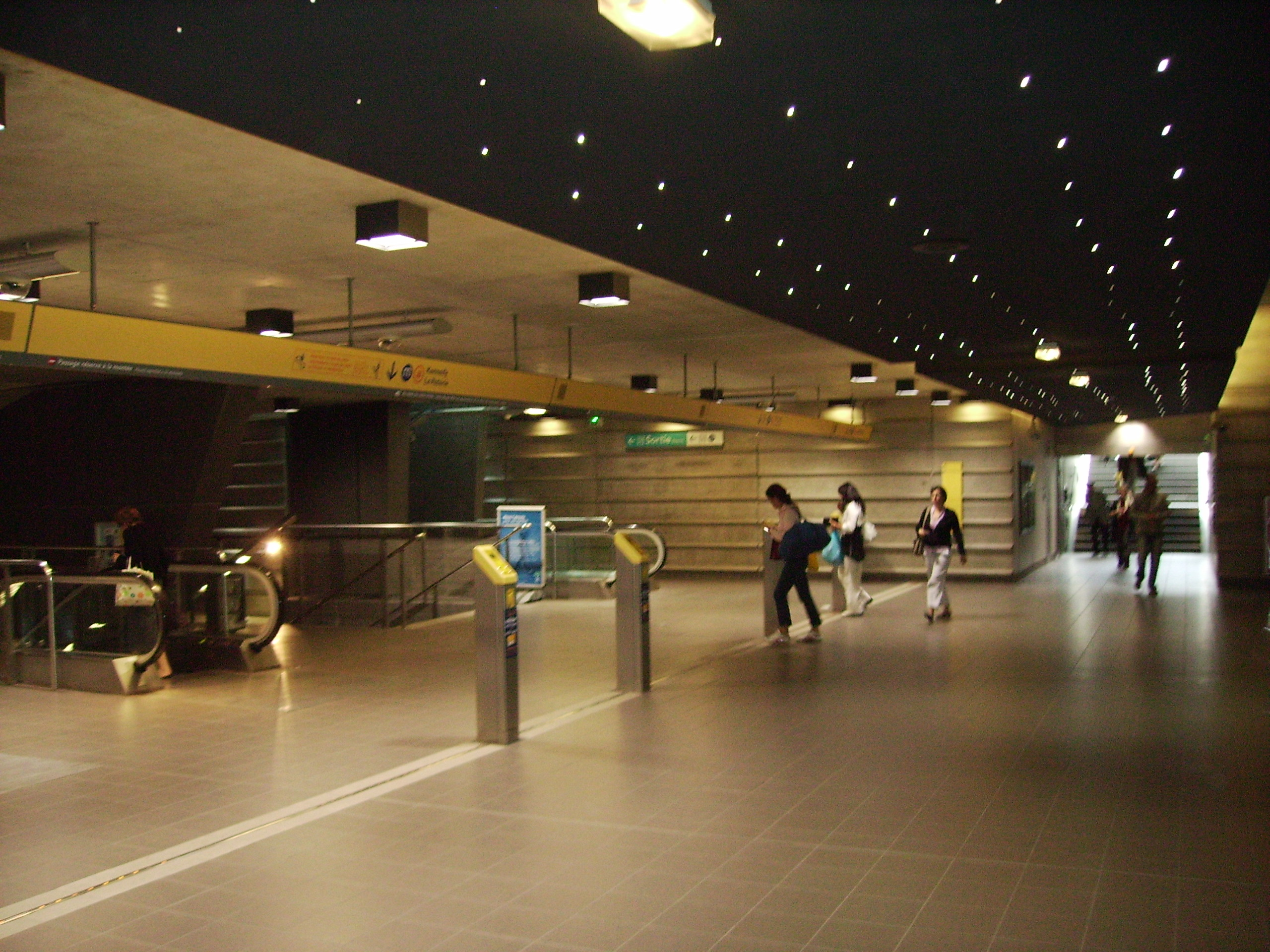
Charles de Gaulle állomás
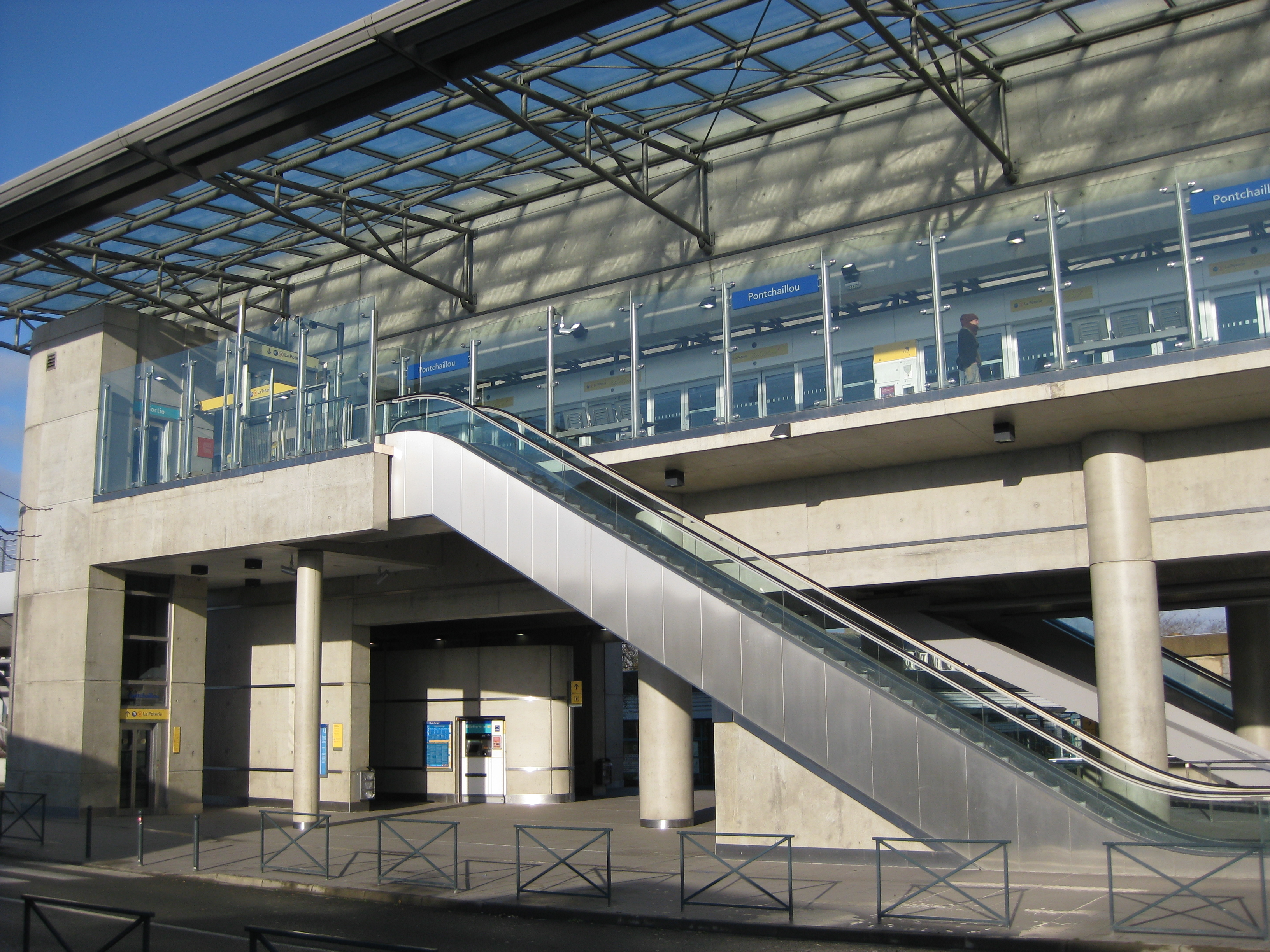
Pontchaillou állomás